# Jenny Berger-Désoras
Jeanne Levacher, dite Jenny Berger-Désoras, née le 29 juin 1779 à Lay et morte le 8 janvier 1858 à Coutarnoux (Yonne), est une peintre française.

## Biographie
Jeanne Levacher naît le 29 juin 1779 à Lay. Elle est la fille de Barthélemy Levacher, chapelier, et d'Antoinette Meunier.
Élève de Jean-Baptiste Regnault, elle expose au Salon de 1804 à 1835.
Après avoir proposé son premier tableau sous la signature de Mlle Levaché Désoras, elle prend le pseudonyme de Jenny Désoras dès 1806.
En 1812, elle habite au no 25 de la rue Helvétius (nommée également rue Sainte-Anne).
En 1813, elle épouse Jean-Baptiste Berger, en l'église Saint-Roch de Paris.
Devenue veuve en 1826, elle n'expose plus, et reprend quelques années plus tard. En 1832, elle offre trois tableaux au profit des indigents des douze arrondissements de la ville de Paris, atteints de la maladie épidémique. Elle vit désormais au no 1 de la rue des Quinze-Vingts.
Après une dernière exposition parisienne en 1836, elle emménage à Coutarnoux. Elle y meurt le 8 janvier 1858, à l'âge de 79 ans et son corps est renvoyé à Lay où reposent ses parents.[réf. nécessaire]

## Œuvres
- Ni l'un ni l'autre, 1806.
- La Petite fille au chat ou la malice, 1807.
- Portrait de Marie-Charlotte-Georgette Nizon de Saint-Georges, 1807-1809.
- La Vigilance en défaut, 1808.
- La Coquetterie punie, ou le miroir cassé, 1808.
- Portrait de M. Lainez, artiste de l'Opéra, 1808.
- C'en est fait, je me marie, 1810.
- L'Hymen est un lien charmant, 1810.
- L'Or ne vaut pas la sagesse, 1810.
- Une Allégorie, 1810.
- Sargines, élève de l'amour, 1812.
- Portraits d'un couple, 1834.
- La Vierge et l'enfant Jésus, 1835.

## Sources
- Émile Bellier de La Chavignerie, Dictionnaire général des artistes de l'École française depuis l'origine des arts du dessin jusqu'à nos jours : architectes, peintres, sculpteurs, graveurs et lithographes, t. I, Paris, Librairie Renouard, 1882-1885, 1074 p. (lire en ligne), p. 73
- Emmanuel Bénézit, Dictionnaire des peintres, sculpteurs, dessinateurs et graveurs, t. I, Paris, Librairie Gründ, 1939, 1094 p. (lire en ligne), p. 522